# Urbès
Urbès é uma comuna francesa na região administrativa de Grande Leste, no departamento Alto Reno. Estende-se por uma área de 12,55 km². Em 2010 a comuna tinha 447 habitantes (densidade: 35,6 hab./km²).